# Bill Lake (Schauspieler)
Bill „W.F.“ Lake ist ein kanadischer Schauspieler.

## Leben
Lake tritt seit Mitte der 1970er Jahre als Schauspieler für Fernseh- und Filmproduktionen in Erscheinung. 2001 spielte er die Rolle des Mr. Greene in der Fernsehserie Soul Food. Filmrollen übernahm er unter anderen in Schreie der Nacht (1980), Solar Attack – Der Himmel brennt (2006), Kodachrome (2017), Im Norden strahlt der Weihnachtsstern (2018) oder The Middle Man (2021). 2020 spielte er in insgesamt sieben Episoden der Fernsehserie The Hardy Boys die Rolle des Ezra Collig.

## Filmografie (Auswahl)
- 1974: Polizeiarzt Simon Lark (Police Surgeon, Fernsehserie, Episode 4x12)
- 1979: Bruce Lee: Seine tödliche Rache (Yan bao fu)
- 1980: Schreie der Nacht (Funeral Home)
- 1984: Der Zeuge der Nacht (Bedroom Eyes)
- 1985: Nachtstreife (Night Heat, Fernsehserie, Episode 1x06)
- 1986: Die Mafiaprinzessin (Mafia Princess, Fernsehfilm)
- 1995: Remember Me (Fernsehfilm)
- 1995: Money Kills (Fernsehfilm)
- 1996: Lethal Tender (Fernsehfilm)
- 1997: Am zweiten Weihnachtstag (On the 2nd Day of Christmas, Fernsehfilm)
- 1998: Blindes Vertrauen (Blind Faith)
- 1998: The Long Island Incident (Fernsehfilm)
- 1998: Anna und der Geist (Giving Up the Ghost, Fernsehfilm)
- 1998: Defenders 3 – Gegen das Gesetz (The Defenders: Taking The First, Fernsehfilm)
- 1998: My Own Country (Fernsehfilm)
- 1999: Spiel auf Leben und Tod (Mind Prey, Fernsehfilm)
- 1999: Rocky Marciano (Fernsehfilm)
- 1999: Privatdetektiv Spenser: Verdächtiges Schweigen (Small Vices, Fernsehfilm)
- 1999: PSI Factor – Es geschieht jeden Tag (	PSI Factor – Chronicles of the Paranormal, Fernsehserie, Episode 3x17)
- 2000: Weites Feld der Hoffnung (Run the Wild Fields, Fernsehfilm)
- 2000: Die Bowling Gang (Alley Cats Strike!, Fernsehfilm)
- 2000: Highschool Cheaters – Die Superbetrüger (Cheaters, Fernsehfilm)
- 2000: Jackie Bouvier Kennedy Onassis (Fernsehfilm)
- 2000: Seventeen Again (Fernsehfilm)
- 2001: Lügen, Sex und Leidenschaft (Sex, Lies & Obsession, Fernsehfilm)
- 2001: Baby entführt – Drama am Weihnachtsabend (Stolen Miracle, Fernsehfilm)
- 2001: Soul Food (Fernsehserie, 3 Episoden)
- 2002: Tötet Smoochy (Death to Smoochy)
- 2002: Torso – Das Geheimnis der schwarzen Witwe (Torso: The Evelyn Dick Story, Fernsehfilm)
- 2002: Dass du ewig denkst an mich (All Around the Town, Fernsehfilm)
- 2002: Sieg um jeden Preis (Crossing the Line, Fernsehfilm)
- 2003: How to Deal – Wer braucht schon Liebe? (How to Deal)
- 2004: While I Was Gone (Fernsehfilm)
- 2005: Swarmed – Das Tödliche Summen (Swarmed, Fernsehfilm)
- 2006: Solar Attack – Der Himmel brennt (Solar Strike, Fernsehfilm)
- 2006: Die Hollywood-Verschwörung (Hollywoodland)
- 2006: The Wives He Forgot (Fernsehfilm)
- 2007: Echoes 2 – Stimmen aus der Zwischenwelt (Stir of Echoes: The Homecoming, Fernsehfilm)
- 2009: Stoked (Fernsehserie, 12 Episoden)
- 2011: XIII – Die Verschwörung (XIII: The Series, Fernsehserie, Episode 1x02)
- 2012: My Mother’s Secret (Fernsehfilm)
- 2013: The Returned – Weder Zombies noch Menschen (The Returned)
- 2013: The Husband She Met Online (Fernsehfilm)
- 2015: Charming Christmas (Fernsehfilm)
- 2015: A Husband’s Confession
- 2016: The Girlfriend Experience (Fernsehserie, 9 Episoden)
- 2016: Das Glück des Augenblicks (A Family Man)
- 2016: Total Frat Movie
- 2016: Tell the World
- 2017: Kodachrome
- 2017: Ein Engel für Angel Falls (Christmas in Angel Falls, Fernsehfilm)
- 2017: Die Weihnachtskarte (Christmas Inheritance)
- 2018: A Christmas in Tennessee (Fernsehfilm)
- 2018: Im Norden strahlt der Weihnachtsstern (Northern Lights of Christmas, Fernsehfilm)
- 2018: Wayne (Fernsehserie, Episode 1x06)
- 2019: Buffaloed
- 2019: Angel Falls: A Novel Holiday (Fernsehfilm)
- 2020: Spinning Out (Fernsehserie, 2 Episoden)
- 2020: Fatman
- 2020: Heart of the Holidays (Fernsehfilm)
- 2020: The Hardy Boys (Fernsehserie, 7 Episoden)
- 2021: Awake
- 2021: The Middle Man
- 2021: Christmas Beneath the Stars (Fernsehfilm)
- seit 2022: The Lake: Der See (The Lake, Fernsehserie)